# Persoonia flexifolia
Persoonia flexifolia (лат.) — кустарник, вид рода Персоония (Persoonia) семейства Протейные (Proteaceae), эндемик юго-запада Западной Австралии. Прямостоячий кустарник с узкими продолговатыми листьями.

## Ботаническое описание
Persoonia flexifolia — прямостоячий кустарник, Молодые веточки покрыты беловатыми или сероватыми волосками. Листья в основном узкие продолговатые, 10-25 мм в длину и 1,8-3 мм в ширину и обычно закручены на 90-180 °. Цветки расположены поодиночке, парами или тройками вдоль цветоноса длиной до 4 мм, который после цветения перерастает в листовой побег, каждый цветок расположен на цветоножке 1,5-3 мм длиной. Листочки околоцветника узкие продолговатые, длиной 10-12 мм, гладкие снаружи с пыльниками, которые загибаются наружу около кончиков. Цветение происходит с декабря по январь.

## Таксономия
Впервые вид был официально описан в 1810 году Робертом Брауном в Transactions of the Linnean Society of London.

## Распространение и местообитание
Persoonia fastigiata — эндемик юго-западного региона Западной Австралии. Вид известен только из коллекций, собранных в окрестностях залива Лаки и реки Лорт в биогеографическом регионе равнин Эсперанс, где растёт на низинных эвкалиптовых пустошах.

## Охранный статус
Вид классифицируется как «Первый приоритет» Департамента парков и дикой природы правительства Западной Австралии, что означает, что она известна только из одного или нескольких мест, которые потенциально подвержены риску.